# Cornelis van Noorde

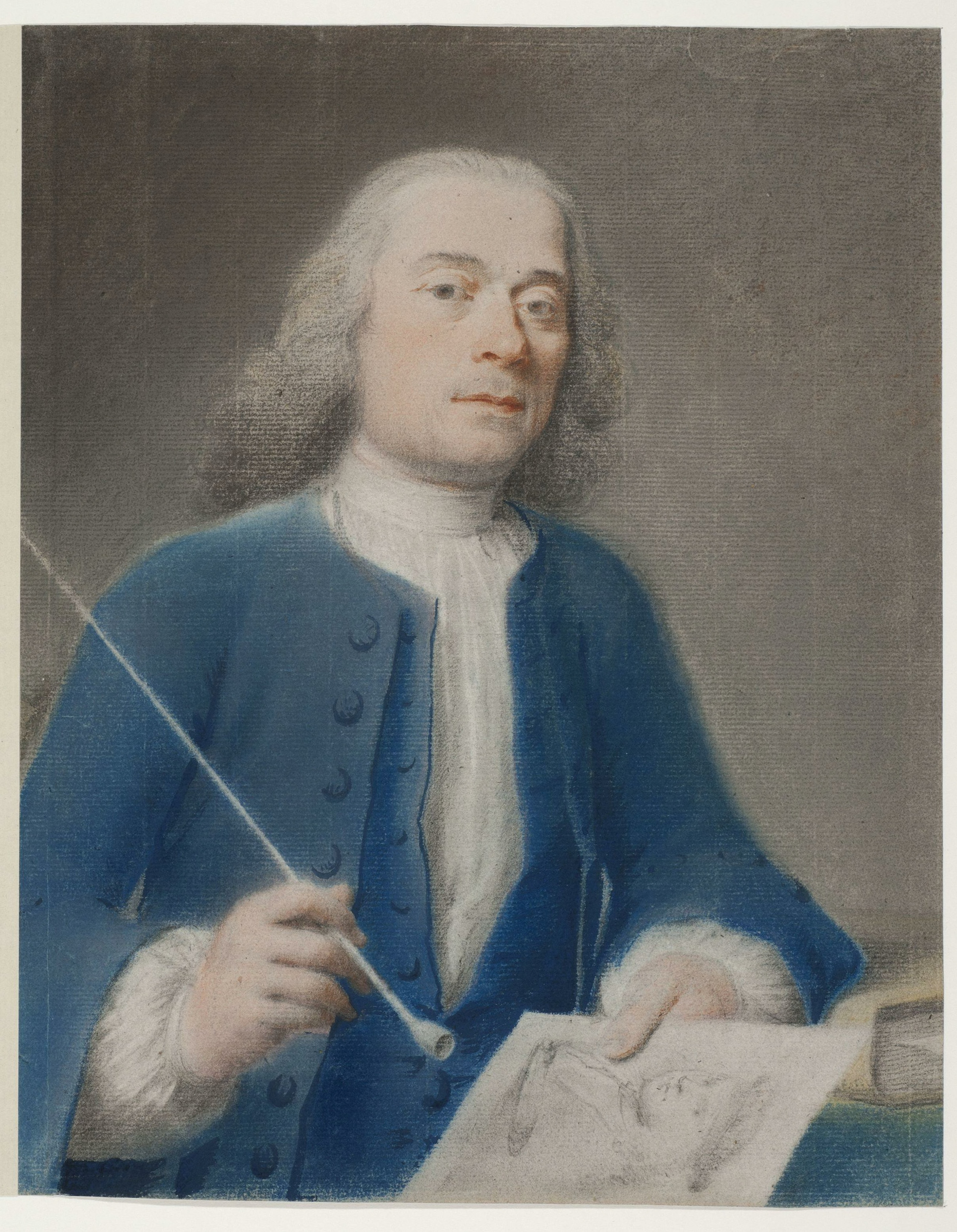
Zelfportret

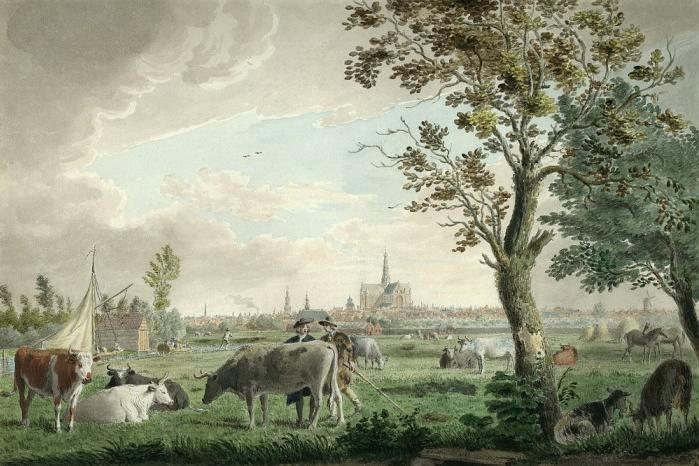
Zicht op Haarlem vanaf de Brouwersvaart, 1767

Cornelis van Noorde (Haarlem, 1731 - Amsterdam, 1795) was een 18de-eeuwse landschapsschilder en tekenaar uit de Noordelijke Nederlanden.

## Leven
Hij was de zoon van Rijkes van Noorde en Josina van de Berg, die in Haarlem een bakkerij hadden op de hoek van de Kleine Houtstraat en de Patientiestraat. Hij was een leerling van Frans Decker en ging na diens dood in 1751 ook bij Tako Hajo Jelgersma in de leer. Hij woonde nog thuis toen zijn vader in 1753 overleed. Zijn moeder zette de bakkerij voort tot haar dood in 1761. Datzelfde jaar werd Van Noorde lid van het Haarlemse Sint-Lucasgilde. Zijn broer Jacob nam de bakkerij over en Van Noorde verhuisde samen met zijn zus naar een huis in de Schagchelstraat. Na het huwelijk van die laatste in 1765 verhuisde hij naar een huis aan de Oude Gracht dat hij had geërfd van zijn oom Cornelis van der Berg, die ook een leerling van Frans Decker was geweest en in zijn huis een klein atelier hield. Van Noorde bleef er wonen tot zijn huwelijk in 1783 met Catharina van Seelen, die de zus was van zijn schoonbroer. Ze waren beiden al op leeftijd en hun huwelijk bleef  kinderloos.
In 1772 stichtte Van Noorde samen met Tako Hajo Jelgersma, Hendrik Meijer, Christiaan Henning, Leendert Overbeek en Paul van Liender de Haarlemse Teekenacademie. Hij gaf er les en was er ook directeur van. De academie was oorspronkelijk gevestigd in "De Hulst", de woning van Pieter Teyler van der Hulst in de Damstraat. In 1775 verhuisde de academie naar Teylers Fundatiehuis verderop in de Damstraat. Na de dood van Teyler in 1778 moest ze echter plaats ruimen voor Vincent Jansz van der Vinne, die was aangesteld als curator van de kunstcollectie van de nieuwe Teylers Stichting. In 1781 vond ze een onderkomen in het Hof van Holland in de Warmoesstraat. Na het vertrek van Van der Vinne bij de Stichting werd Van Noorde gevraagd om hem te vervangen, maar hij weigerde. In zijn plaats kwam Wybrand Hendriks in dienst.
Cornelis van Noorde stierf in 1795. Waarschijnlijk hield hij de academie min of meer in zijn eentje draaiende, want drie weken na zijn dood werd ze ontbonden.

## Werk
Van Noorde was een veelzijdig en productief artiest. Hoewel hij ook bekend is om zijn kopieën van oude meesters, vignetten (voor drukker Johannes Enschedé en zoon), portretten en landschappen, wordt hij vooral gewaardeerd om zijn gedetailleerde tekeningen van sindsdien verdwenen stadgezichten en landschappen in en rond Haarlem.
Het Noord-Hollands Archief en het Teylers Museum bezitten tekeningen, aquarellen, etsen, gravures en houtskoolschetsen van zijn hand. Zijn schetsboek bevindt zich in de collectie van het Noord-Hollands Archief en werd als belangrijk historisch document in druk uitgegeven. Voor het archief zijn vooral zijn topografische tekeningen van gebouwen voor en na hun sloop waardevol.
- Bibliothèque nationale de France: cb14966601z (data)
- Biografisch Portaal: 16672899
- Digitale Bibliotheek voor de Nederlandse Letteren: noor051
- Gemeinsame Normdatei: 132726920
- International Standard Name Identifier: 0000 0000 6661 7194
- KulturNav: e74e4e4d-531b-4b33-acbc-9e26bec14397
- Library of Congress Control Number: nr98002729
- RKD-Nederlands Instituut voor Kunstgeschiedenis: 59855
- Union List of Artist Names: 500021354
- Virtual International Authority File: 34727671
- WorldCat: E39PBJfRGwQYRrvpjpVYV9rQbd